# 伊原 (越谷市)
伊原（いはら）は、埼玉県越谷市の町名。現行行政地名は伊原一丁目・二丁目。住居表示実施地区。郵便番号は343-0831。

## 地理
埼玉県の東部地域で、越谷市の南部に位置し、草加市との境界を古綾瀬川が流れる。また、東部境界を葛西用水が流れる。

## 歴史
かつては伊原村であった。

### 年表
- 1967年（昭和42年）11月1日 - 大字伊原の大部分、大字麦塚の一部から伊原一丁目・二丁目が成立。
- 1970年（昭和45年）7月1日 - 大字伊原の一部が川柳町に編入。
- 1972年（昭和47年）11月 - 南部地区土地区画整理事業（現在の南町・伊原二丁目・蒲生南町一部）が事業認可。
- 1982年（昭和57年）2月3日 - 区画整理の換地処分が完了し、伊原二丁目において住居表示実施[5]。同日伊原一丁目の一部が南町に編入。

## 世帯数と人口
2022年（令和4年）1月1日現在の世帯数と人口は以下の通りである。
| 町丁       | 世帯数    | 人口    |
| ---------- | --------- | ------- |
| 伊原一丁目 | 359世帯   | 743人   |
| 伊原二丁目 | 705世帯   | 1,564人 |
| 計         | 1,064世帯 | 2,307人 |

## 小・中学校の学区
市立小・中学校に通う場合、学区（校区）は以下の通りとなる。
| 番地 | 小学校               | 中学校           |
| ---- | -------------------- | ---------------- |
| 全域 | 越谷市立蒲生南小学校 | 越谷市立南中学校 |

## 交通

### 道路
- 埼玉県道380号柿木町蒲生線

## 施設
- 南部第五公園
- 二丁目会館